# Дубёнки (Владимирская область)
Дубёнки — село в Муромцевском сельском поселении Судогодского района Владимирской области России.
Находится на небольшой реке Дубёнке, в 7 км от Судогды и в 36 км от Владимира.

## История
Название села связано с преданием о чудесном явлении иконы святой Параскевы; согласно этому преданию, икона явилась на вековом дубе близ реки. Жители деревень Моругина и Лобанова перенесли эту икону к себе, но через ночь она опять оказалась на прежнем месте. Тогда на месте явления иконы и был построен храм в честь святой великомученицы Параскевы. Время построения первой Церкви неизвестно, но в патриарших книгах за 1628 году можно прочесть: «церковь святые великие Христовы мученицы Парасковьи, нареченныя Пятницы, в Листвинской волости на Дубках…».
В 1719 году в селе было 4 двора бобылей, а по ревизии 1744 года их было уже 69 человек. По отобрании церковных вотчин в 1764 году эти бобыли и образовали казённое село Пятница-Дубёнки.
В 1819—1822 годах вместо деревянной церкви в Дубёнках был построен каменный храм во имя Рождества Христова. В 1843 году к храму была пристроена трапезная.
C 1891 года в Дубёнках действовала церковно-приходская школа.
До революции село входило в состав Авдотьинской волости Судогодского уезда.
В 1930-е годы богослужение в храме прекратились. Ключи от храма были одно время у старосты храма. После войны в храме устроили зернохранилище, а затем машинно-тракторную станцию. В 1958 году была разрушена колокольня.
С лета 2005 года храм вновь становится действующим, но восстановление его идёт крайне медленно из-за нехватки средств. Освящён во имя Вознесения Господня.
Жизнь в селе оживает летом, когда приезжают дачники, которые в основном являются бывшими жителями Дубёнок.

## Население
| 1859 | 1905 | 1926 | 1959 | 1970 | 1979 | 1983 |
| ---- | ---- | ---- | ---- | ---- | ---- | ---- |
| 361  | ↗386 | ↗452 | ↘294 | ↘202 | ↘107 | ↘67  |
| 2002 | 2010 | 2021 |      |      |      |      |
| ↘24  | ↘19  | ↘17  |      |      |      |      |

## Известные люди
В селе родились:
- Николай Яковлевич Дубенский (1822—1892) — сельскохозяйственный писатель.
- Александр Васильевич Савельев (1917—1949) — участник Великой Отечественной войны, Герой Советского Союза[15].